# デ・アフト・エン・オップバウ
デ・アフト・エン・オップバウ（de 8 en opbouw、De8＆Opbouw）は、オランダ建築界のオランダ版新即物主義運動を展開した「アフト」と「オップバウ」というグループの連合集団。同じ名前の下で出版された雑誌を1929年から1941年まで発刊した。メンバーがグループの思想に沿った建築を幾つか手がけた他、北東ポルダー内の都市の都市計画に参画している。
建築家グループ'8'（アフト）はアムステルダムで1927年に設立。
きっかけはCIAM（近代建築国際会議）にコーネリアス・ファン・エーステレンがオランダ代表として出席。このCIAMのシンパがオランダには多く、この国際組織のオランダ支部的なものとして機能させようと結成されたもの。
当初は8人のメンバーから成っていたアーキテクトグループで、ベン・メイケルバッハ、フルーネ・ベーヘン、チャールズ・カールステン、ハンス・ヴァン・デン・ボッシュ、ヘンリーE. パウファルト、ピーテル・ヤン・Verschuyl。他にJ・M・デ・カセレスとピーテル・ファン・ゲルダーがグループに参加したが、グループは純粋にアーキテクチャに焦点を当てているので、彼らはすぐに別にされた。
その後ヨハネス・ダイカーとヤン・ウィベンガもメンバーとなり、エーステレンは、1929年にグループに参加し、このグループに都市計画の原則を導入する。特にオランダの建築家やエンジニアらがこれらの影響を受けて設計した新しい建物は、8のアイデアに関連する可能性があるとされ、これらのアイデアはのアイデアによって刺激された、ベルギーとドイツでの機能主義がヘンドリック・ペトルス・ベルラーヘとデ・ステイルとに沿ったものでもあった。
一方オップバウはロッテルダムに住む建築家たちが集まって結成し、メンバーは
J・A・ブリンクマン、ファン・デル・フルーフト、J.J.P.アウト、マルト・スタム、
ファン・テイエン、J・V・ファン・ローフヘン、マースカント、スハイテマといった面々である。ダッチ・ファンクショナリズムともみられるニュー・ボエン（het Nieuwe Bouwen：新建築）運動を推し進めたことで知られる。